# Djamel Mesbah
Djamel Mesbah (arab. جمال الدين مصباح, Jamāl ad-Dīn Miṣbāḥ; ur. 9 października 1984) – algierski piłkarz występujący na pozycji lewego obrońcy lub lewego pomocnika.

## Kariera klubowa
Piłkarz zaczynał swoją karierę we francuskim klubie US Annecy-le-Vieux. Następnie grał w Servette FC, w którym to zadebiutował w meczu seniorów. Po roku gry w Genewie odszedł do FC Basel. Później był zawodnikiem klubów szwajcarskich, francuskiego FC Lorient oraz włoskiego Avellino. Od 2009 grał w Lecce. 18 stycznia 2012 roku podpisał kontrakt obowiązujący do 30 czerwca 2016 roku z A.C. Milan i razem z Rodneyem Strasserem przeniósł się z US Lecce do Mediolanu. W nowym klubie zadebiutował 26 stycznia 2012 roku meczem z S.S. Lazio w Pucharze Włoch, spotkanie zakończyło się wygraną drużyny Mesbaha 3:1, a Algierczyk rozegrał pełne 90 minut. W styczniu 2013 roku stał się zawodnikiem Parmy Następnie występował w Livorno, Sampdorii, Crotone oraz Lausanne-Sport.

## Kariera reprezentacyjna
W reprezentacji Algierii zadebiutował 28 maja 2010 w przegranym 0:3 towarzyskim meczu z Irlandią, który był częścią przygotowań do Mistrzostw Świata w RPA. Pierwszy mecz na mundialu rozegrał 18 czerwca 2010 roku przeciwko Anglii.